# Shunryu Suzuki Roshi
Pour les articles homonymes, voir Suzuki (homonymie).
Shunryu Suzuki (鈴木 俊隆 Suzuki Shunryū, en religion Shōgaku Shunryū 祥岳俊隆) (18 mai 1904 - 4 décembre 1971) fut l'un des maîtres les plus marquants et les plus respectés de la lignée de Dôgen de l'école zen Sōtō ; il influença le bouddhisme aux États-Unis. 

## Biographie
Shunryu Suzuki Roshi est né dans la préfecture de Kanagawa au Japon et fut admis comme disciple de Gyokujun So-on-roshi, un maître zen qui avait été le disciple de son père. Il étudia à l'université bouddhique Komazawa, puis aux monastères d'Eihei-ji et de Sōji-ji. 
En 1958, à cinquante-trois ans, maître zen déjà profondément respecté au Japon, Shunryu Suzuki partit pour les États-Unis et s'installa à San Francisco. Sous sa direction, sept centres de méditation ouvrirent en Amérique dont le Tassajara Zen Mountain Center (en), premier monastère zen hors d'Asie. 
Suzuki est décédé au centre zen de San Francisco en 1971.
Esprit zen, esprit neuf a été conçu par une disciple de Suzuki, Marian Derby, qui a rassemblé des enseignements donnés par son maître à Los Altos. Trucy Dixon et Richard Baker (successeur de Suzuki) ont mis en page et supervisé sa publication.
Suzuki a souvent été confondu avec le maître zen D.T. Suzuki, ce qui lui faisait dire : « Non, il est le grand Suzuki et moi, je suis le petit. »

### Publications
- Esprit zen, esprit neuf (1970), traduit de l'américain par Sylvie Carteron, Seuil, 1977.  (ISBN 202004545-1)
- La source brille dans la lumière. Commentaire du Sandokai, Sully, 2001.  (ISBN 9782911074370)
- Libre de soi, libre de tout, traduit de l'américain par Daniel Roche, préface Éric Rommeluère, Seuil, 2011.  (ISBN 9782021011289)

### Études
- Tom Butler-Bowdon, 50 classiques de la spiritualité (2005), trad., Le Jour, Montréal, Canada, 2008.